# اشکان رهگذر
اشکان رهگذر (زاده ۲۳ فروردین ۱۳۶۵ تهران)، فیلم‌نامه‌نویس و کارگردان انیمیشن ایرانی است.

## زندگی
اشکان رهگذر فارغ التحصیل کارشناسی طراحی گرافیک و کارشناسی ارشد تصویرسازی است. او فعالیت تخصصی خود را از سال۱۳۷۹ با شرکت صبا آغاز کرده و پس از آن در سال۱۳۸۴ استودیو خصوصی خود را با نام استودیو هورخش تأسیس کرد. اشکان رهگذر به عنوان نویسنده و کارگردان انیمیشن فعالیت می‌کند. او در آسیفای هالیوود نیز عضویت دارد.

## تحصیلات
- هنرستان صدا و سیما
- فارغ‌التحصیل کارشناسی طراحی گرافیک (دانشکده انقلاب اسلامی)
- کارشناسی ارشد تصویرسازی (دانشگاه آزاد اسلامی واحد تهران مرکزی)

## آثار

### انیمیشن سینمایی
- ۱۴۰۰، انیمیشن سینمایی گنج اژدها،[۷][۸] کارگردان، نویسنده
- ۱۴۰۰، انیمیشن ژولیت و شاه، [۹][۱۰] کارگردان و نویسنده
- ۱۳۸۷ تا ۱۳۹۶، انیمیشن سینمایی آخرین داستان[۱۱][۱۲] کارگردان، نویسنده[۱۳]

### انیمیشن کوتاه
- ۱۳۸۸، انیمیشن کوتاه «علامت سؤال»/ تدوین گر، تهیه‌کننده
- ۱۳۸۶، «کافه دولاپه» /نویسنده و کارگردان[۱۴]
- ۱۳۸۹، انیمیشن کوتاه «تو…!»[۱۵] / نویسنده، کارگردان، تهیه‌کننده
- ۱۳۸۹، انیمیشن کوتاه «در امواج سند»/ تدوین گر، تهیه‌کننده
- ۱۳۸۹، انیمیشن کوتاه «وایس ورسا»/ تهیه‌کننده
- ۱۳۸۹، مجموعه «اتل متل»/انیماتور[۱۶]
- ۱۳۸۹، انیمیشن کوتاه «زاغ و پنیر»/ سرپرست گروه انیمیشن، تهیه‌کننده
- ۱۳۸۹، انیمیشن مستند «همیشه فارس»/ سرپرست گروه انیمیشن
- ۱۳۹۱، انیمیشن کوتاه «گربه قجری»[۱۷][۱۸] نویسنده، کارگردان و تهیه‌کننده
- ۱۳۹۱، انیمیشن کوتاه «کات…!»[۱۹]/ نویسنده، تهیه‌کننده
- ۱۳۹۱، انیمیشن کوتاه «خواب آلودگی»/ تهیه‌کننده و مشاور طرح
- ۱۳۹۳، انیمیشن کوتاه «درباره‌اش فکر کن» / تهیه‌کننده و مشاور طرح
- ۱۳۹۴، سریال «جاحکایتی»[۲۰] /نویسنده، مجری طرح
- ۱۳۹۷، انیمیشن کوتاه «جبیر»[۲۱] / تهیه‌کننده و مشاور طرح
- ۱۴۰۱، انیمیشن کوتاه «نغمه برگ‌ها»[۲۲]/تهیه‌کننده

### بازی
- ۱۳۹۰، بازی رایانه‌ای «شیطنت‌های علی مردان خان» / کارگردان هنری[۵]
- ۱۳۹۱، بازی رایانه‌ای «قتل در کوچه‌های طهران»/ کارگردان هنری
- ۱۳۹۰تا۱۳۹۱، بازی رایانه‌ای «گربه قجری»[۲۳]/کارگردان هنری، نویسنده، طراحی کاراکتر
- ۱۳۹۲، بازی رایانه‌ای «صدای فراموش شده»[۲۴]/ کارگردان هنری و نویسنده
- ۱۳۹۰تا۱۳۹۱، بازی رایانه‌ای «شیطنت‌های علی مردان خان ۲» / کارگردان هنری
- ۱۳۹۸، بازی موبایل «آخرین داستان؛ فره ایزدی» / تهیه‌کننده، مدیر اجرایی

### موزیک ویدئو
- ۱۳۹۳، If you go away – Shirley Bassey[۲۵][۲۶]
- ۱۳۹۴، «پگاسوس»[۲۷] – کینگ رام / کارگردان، نویسنده، تدوین
- ۱۳۹۴، «ایشالا»[۲۸] – گروه بمرانی

### تیزر تبلیغاتی
- ۱۳۸۷–۱۳۹۰، تولید تیزر، آرم استیشن، آنونس و موشن گرافیک برای جشنواره‌ها و شبکه‌های تلویزیونی از جمله جشنواره فیلم رشد، شبکه سه، شبکه پنج، شبکه سحر
- ساخت تیزرهای تبلیغاتی برای شرکت‌هایی نظیر سینره، همراه اول، بانک آینده.

### رمان گرافیکی
- ۱۳۹۵، رمان گرافیکی «جمشید طلوع»[۲۹] نویسنده و سرپرست تصویرگران
- ۱۳۹۵، رمان گرافیکی «جمشید طلوع ۲» [۳۰][۳۱] نویسنده و سرپرست تصویرگران
- ۱۳۹۶، رمان گرافیکی «جمشید غروب»[۳۲] نویسنده و سرپرست تصویرگران
- ۱۳۹۶، رمان گرافیکی «جمشید غروب ۲»[۳۳] نویسنده و سرپرست تصویرگران
- ۱۳۹۷، رمان گرافیکی «ارشیا»[۳۴][۳۵][۳۶] نویسنده
- ۱۳۹۸، رمان گرافیکی «ارشیا ۲»[۳۷] نویسنده

### تصویرگری
- ۱۳۹۱، کتاب «خوشبختیت آرزومه» نخستین مجموعه از ترانه‌های سیامک عباسی/تصویرگری[۳۸]

## سمت‌ها و فعالیت‌ها
- مؤسس و مدیرعامل استودیو هورخش
- داوری دومین دوره مسابقات ملی بازی سازی رایانه‌ای[۳۹]/ ۱۳۹۲
- عضو هیئت انتخاب نهمین جشن مستقل انیمیشن سینمای ایران[۴۰]/ ۱۳۹۶
- عضو هیئت داوران بخش مسابقه ملی سی و هفتمین جشنواره بین‌المللی فیلم کوتاه تهران[۴۱]
- داوری جایزه «ساتوشی کن» در جشنواره بین‌المللی فانتازیا ۲۰۲۱ [۴۲]
- داور بخش اصلی هفتمین جشنواره بین‌المللی انیمیشن تِسالونیکی یونان (تَف) [۴۳][۴۴]

## جوایز
- ۱۳۸۸، دریافت دیپلم افتخار برای بهترین تصویرگری دیجیتال از سومین دوره جشنواره رسانه‌های تصویری در بخش نوآوری و فناوری[۴۵]
- ۱۳۸۸، کاندید بهترین انیمیشن کوتاه از بیست و ششمین[۴۶]جشنواره بین‌المللی فیلم کوتاه تهران
- ۱۳۸۹، دریافت دیپلم افتخار برای انیمیشن کوتاه «تو… !» از هفتمین دوسالانه بین‌المللی پویانمایی تهران[۴۷][۴۸]
- ۱۳۸۹، دریافت تندیس نقره‌ای آثار تجربی[۴۷] از هفتمین دوسالانه بین‌المللی پویانمایی تهران به دلیل تهیه‌کنندگی و تولید آثار تجربی و متفاوت
- ۱۳۸۹، دریافت جایزه ویژه آسیفا[۴۷] از هفتمین دوسالانه بین‌المللی پویانمایی تهران به دلیل تهیه‌کنندگی و تولید آثار تجربی متفاوت[۴۹]
- ۱۳۸۹، کاندید بهترین انیمیشن کوتاه هفتمین دوسالانه بین‌المللی انیمیشن تهران برای انیمیشن کوتاه گربه قجری
- ۱۳۹۰، کسب مقام بهترین بازی ویژه کودکان برای بازی شیطنت‌های علیمردان خان شرکت رسانا شکوه کویر از پنجمین جشنواره رسانه‌های دیجیتال[۵۰]
- ۱۳۹۰، کسب مقام سوم بهترین فضا سازی و گرافیک برای بازی شیطنت‌های علی مردان خان شرکت رسانا شکوه کویر از پنجمین جشنواره رسانه‌های دیجیتال[۵۱]
- ۱۳۹۱، دریافت جایزه دوم بهترین کارگردان هنری از دومین جشنواره بازی‌های رایانه‌ای تهران[۵۲]
- ۱۳۹۷، برنده پروانه زرین بهترین کارگردان بلند پویانمایی بخش بین‌الملل برای انیمیشن سینمایی آخرین داستان از سی و یکمین جشنواره بین‌المللی فیلم‌های کودکان و نوجوانان[۵۳]
- ۱۳۹۷،برنده پروانه زرین بهترین فیلمنامه بلند بخش بین‌الملل برای انیمیشن سینمایی آخرین داستان از سی و یکمین جشنواره بین‌المللی فیلم‌های کودکان و نوجوانان[۵۴]
- ۱۳۹۷، برنده جایزه ویژه هیئت داوران بخش ملی برای انیمیشن سینمایی آخرین داستان از سی و یکمین جشنواره بین‌المللی فیلم‌های کودکان و نوجوانان[۵۵]
- ۱۳۹۷، برنده اولین سیمرغ بلورین بهترین انیمیشن سینمای ایران برای انیمیشن سینمایی آخرین داستان از سی و هفتمین دوره جشنواره فیلم فجر[۵۶]
- ۱۳۹۷، برنده تندیس طلایی بهترین اثر بلند در بخش بین‌الملل برای انیمیشن سینمایی آخرین داستان از یازدهمین جشنواره بین‌المللی پویانمایی تهران[۵۷]
- ۱۳۹۷، برنده تندیس طلایی بهترین اثر بلند در مسابقه ایران برای انیمیشن سینمایی آخرین داستان از یازدهمین جشنواره بین‌المللی پویانمایی تهران[۵۸]
- ۱۳۹۷، برنده جایزه کوکومیکس موسیقی برای انیمیشن سینمایی آخرین داستان از بیستمین جشنواره بین‌المللی انیمیشن بوچئون کره(جایزه کوکومیکس موسیقی که به کارگردان به خاطر استفاده درست از موسیقی تعلق می‌گیرد)[۵۹]
- ۱۳۹۷، برنده جایزه بهترین فیلم بلند برای انیمیشن سینمایی آخرین داستان از سومین جشنواره بین‌المللی انیمیشن آجایو پرو[۶۰]
- ۱۳۹۸، برنده جایزه بهترین انیمیشن بلندسینمایی برای انیمیشن سینمایی آخرین داستان از سومین جشنواره بین‌المللی فیلم های آمریکای جنوبی شیلی[۶۱]
- ۱۳۹۸، برنده جایزه بهترین انیمیشن سینمایی از چهاردهمین جشنواره بین‌المللی جیراف کانادا [۶۲]
- ۱۳۹۸، برنده جایزه بهترین انیمیشن سینمایی برای انیمیشن سینمایی آخرین داستان از جشنواره بین‌المللی فیلم‌های کودکان سن‌دیگو[۶۳]
- ۱۳۹۸، برنده جایزه بهترین انیمیشن بلند سینمایی برای انیمیشن سینمایی آخرین داستان از ششمین جشنواره بین‌المللی Epic ACG[۶۴]
- ۱۳۹۸، نامزد دریافت جایزه بهترین انیمیشن سینمایی از جشنواره بین‌المللی فیلم پام اسپرینگز
- ۱۴۰۰، برنده جایزه بزرگ بازی برای بازی «آخرین داستان» در بخش بهترین های آنی در پنجمین دوره جشنواره «شب‌های انیمیشن نیویورک (آنی)» [۶۵]

## حضور در جشنواره‌ها
- ۲۰۱۳، حضور و معرفی انیمیشن سینمایی «آخرین داستان «در جشنواره بین‌المللی فیلم‌های انیمه انسی واقع در کشور فرانسه، مهمترین جشنواره سالانه انیمیشن[۶۶]
- ۲۰۱۶، معرفی شده در «بازار فیلم کن» به دعوت از «جشنواره انسی» برای انیمیشن «آخرین داستان»[۶۷][۶۸]